# Joe Lynch
Joseph Aloysius Lynch, més conegut com a Joe Lynch (Nova York, 30 de novembre de 1898-Brooklyn, 1 d'agost de 1965) va ser un boxador estatunidenc de la categoria pes gall.

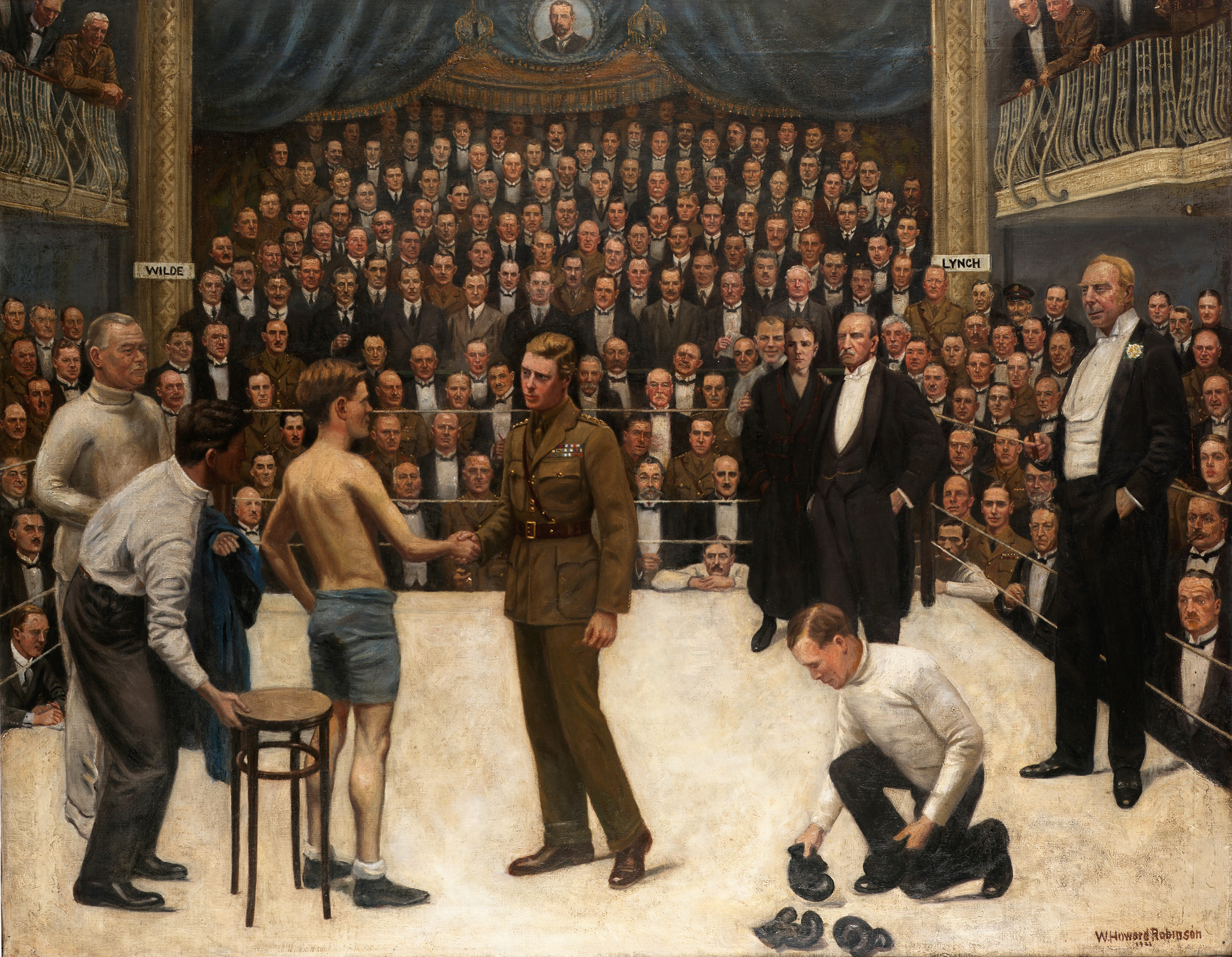
William Howard Robinson: A Welsh Victory at the National Sporting Club, 31st. March, 1919. (El Príncep de Gal·les, més endavant rei Eduard VIII, felicita Jimmy Wilde després de la seva victòria sobre Joe Lynch.)

Joe Lynch va guanyar el títol mundial de la seva categoria el 1920, quan guanyà el campió Pete Herman. Amb tot Herman el va derrotar i recuperà el títol l'any següent. Lynch s'apoderà del títol quan va vèncer Johnny Buff, després que aquest hagués derrotat Herman. El va defendre amb èxit contra Midget Smith, però el perdé finalment al cap de 15 rounds contra Abe Goldstein el 1924.
Es va retirar del món de la boxa el 1926 i se n'anà viure a New City, ciutat de l'estat de Nova York (estat).
L'agost del 1965 es va ofegar arran d'un accident a Sheepshead Bay, Brooklyn. Se'l va trobar surant a la badia de Nova York i va morir durant el trajecte cap a l'hospital.